# Вабуш
Вабуш (англ. Wabush) — містечко в Канаді, у провінції Ньюфаундленд і Лабрадор.

## Населення
За даними перепису 2016 року, містечко нараховувало 1906 осіб, показавши зростання на 2,4%, порівняно з 2011-м роком. Середня густина населення становила 41,2 осіб/км².
З офіційних мов обидвома одночасно володіли 250 жителів, тільки англійською — 1 645, тільки французькою — 10. Усього 45 осіб вважали рідною мовою не одну з офіційних.
Працездатне населення становило 72,2% усього населення, рівень безробіття — 11,1% (8,9% серед чоловіків та 14% серед жінок). 95,4% осіб були найманими працівниками, а 3,7% — самозайнятими.
Середній дохід на особу становив $66 796 (медіана $55 936), при цьому для чоловіків — $87 470, а для жінок $44 886 (медіани — $86 144 та $34 176 відповідно).
26,5% мешканців мали закінчену шкільну освіту, не мали закінченої шкільної освіти — 11,1%, 62,8% мали післяшкільну освіту, з яких 14,4% мали диплом бакалавра, або вищий.
| Статево-вікова структура населення | Статево-вікова структура населення | Статево-вікова структура населення | Статево-вікова структура населення | Статево-вікова структура населення |
| ---------------------------------- | ---------------------------------- | ---------------------------------- | ---------------------------------- | ---------------------------------- |
|                                    |                                    |                                    |                                    |                                    |
| Всього                             | Всього                             | 51,0%49,0%                         |                                    |                                    |
| 0 — 14 років                       | 0 — 14 років                       |                                    | 20,7%                              | 20,7%                              |
| 15 — 64 років                      | 15 — 64 років                      |                                    | 70,3%                              | 70,3%                              |
| 65 і більше                        | 65 і більше                        |                                    | 8,9%                               | 8,9%                               |
| Середній вік (років)               | Середній вік (років)               | 35,5                               | 35,5                               | 35,5                               |
| Медіана (років)                    | Медіана (років)                    | 36,435,7                           | 36,1                               | 36,1                               |
| — чоловіки — жінки                 |                                    |                                    |                                    |                                    |

| Походження мешканців:     | Походження мешканців:     | Походження мешканців: | Походження мешканців: | Походження мешканців: |
| ------------------------- | ------------------------- | --------------------- | --------------------- | --------------------- |
| Походження                |                           |                       | осіб                  | %                     |
| Корінні американці        | Корінні американці        |                       | 310                   | 16.32%                |
| Інше північноамериканське | Інше північноамериканське |                       | 1 085                 | 57.11%                |
| Європейське               | Європейське               |                       | 970                   | 51.05%                |
| британське                | британське                |                       | 825                   | 43.42%                |
| французьке                | французьке                |                       | 215                   | 11.32%                |
| українське                | українське                |                       | 30                    | 1.58%                 |
| Латинськоамериканське     | Латинськоамериканське     |                       | 15                    | 0.79%                 |
| Карибське                 | Карибське                 |                       | 15                    | 0.79%                 |
| Африканське               | Африканське               |                       | 30                    | 1.58%                 |
| Азійське                  | Азійське                  |                       | 40                    | 2.11%                 |

| Зайнятість населення за галузями (за класифікацією NOC): | Зайнятість населення за галузями (за класифікацією NOC): | Зайнятість населення за галузями (за класифікацією NOC): | Зайнятість населення за галузями (за класифікацією NOC): | Зайнятість населення за галузями (за класифікацією NOC): |
| -------------------------------------------------------- | -------------------------------------------------------- | -------------------------------------------------------- | -------------------------------------------------------- | -------------------------------------------------------- |
|                                                          |                                                          |                                                          |                                                          |                                                          |
| Управління                                               | Управління                                               |                                                          | 9,3%                                                     | 9,3%                                                     |
| Бізнес, фінанси та адміністрування                       | Бізнес, фінанси та адміністрування                       |                                                          | 12,6%                                                    | 12,6%                                                    |
| Природничі та прикладні науки                            | Природничі та прикладні науки                            |                                                          | 4,7%                                                     | 4,7%                                                     |
| Охорона здоров'я                                         | Охорона здоров'я                                         |                                                          | 3,7%                                                     | 3,7%                                                     |
| Освіта, правозахист, муніципальні та урядові служби      | Освіта, правозахист, муніципальні та урядові служби      |                                                          | 7,9%                                                     | 7,9%                                                     |
| Мистецтво, культура, відпочинок та спорт                 | Мистецтво, культура, відпочинок та спорт                 |                                                          | 0,9%                                                     | 0,9%                                                     |
| Роздрібна торгівля та послуги                            | Роздрібна торгівля та послуги                            |                                                          | 20,1%                                                    | 20,1%                                                    |
| Гуртова торгівля, транспорт та обладнання                | Гуртова торгівля, транспорт та обладнання                |                                                          | 34,6%                                                    | 34,6%                                                    |
| Природні ресурси, сільське господарство                  | Природні ресурси, сільське господарство                  |                                                          | 4,7%                                                     | 4,7%                                                     |
| Виробництво                                              | Виробництво                                              |                                                          | 1,9%                                                     | 1,9%                                                     |

## Клімат
Середня річна температура становить -3,7°C, середня максимальна – 17,8°C, а середня мінімальна – -28,7°C. Середня річна кількість опадів – 854 мм.
| Клімат поселення                              | Клімат поселення | Клімат поселення | Клімат поселення | Клімат поселення | Клімат поселення | Клімат поселення | Клімат поселення | Клімат поселення | Клімат поселення | Клімат поселення | Клімат поселення | Клімат поселення | Клімат поселення |
| Показник                                      | Січ.             | Лют.             | Бер.             | Квіт.            | Трав.            | Черв.            | Лип.             | Серп.            | Вер.             | Жовт.            | Лист.            | Груд.            |                  |
| Середній максимум, °C                         | −16,72           | −14,56           | −7,38            | 1,13             | 9,32             | 15,77            | 17,78            | 16,36            | 10,30            | 3,60             | −4,48            | −14,71           |                  |
| Середня температура, °C                       | −22,7            | −20,56           | −13,38           | −4,87            | 3,32             | 9,79             | 13,72            | 12,30            | 6,24             | −0,46            | −8,55            | −18,76           |                  |
| Середній мінімум, °C                          | −28,7            | −26,56           | −19,36           | −10,85           | −2,66            | 3,78             | 9,66             | 8,24             | 2,18             | −4,52            | −12,61           | −22,82           |                  |
| Норма опадів, мм                              | 55               | 40               | 51               | 49               | 55               | 85               | 115              | 97               | 100              | 75               | 71               | 61               |                  |
| Середньомісячна швидкість вітру, м/с          | 3.97             | 3.99             | 4.28             | 4.29             | 3.96             | 4.04             | 3.73             | 3.73             | 4.16             | 4.35             | 4.22             | 3.76             |                  |
| Середньомісячна сонячна радіація, кДж/м²·день | 3697             | 7272             | 11951            | 16648            | 18416            | 18955            | 17831            | 14916            | 10060            | 5824             | 3256             | 2571             |                  |
| --------------------------------------------- | ---------------- | ---------------- | ---------------- | ---------------- | ---------------- | ---------------- | ---------------- | ---------------- | ---------------- | ---------------- | ---------------- | ---------------- | ---------------- |
| Джерело:                                      |                  |                  |                  |                  |                  |                  |                  |                  |                  |                  |                  |                  |                  |